# Polybotrya trilobata
Polybotrya trilobata là một loài dương xỉ trong họ Dryopteridaceae. Loài này được Mett. mô tả khoa học đầu tiên năm 1856.
Danh pháp khoa học của loài này chưa được làm sáng tỏ. 